# Мегафауна
Мегафауната обединява най-едрите животински видове на планетата. Тя може да бъде 2 вида – първи тип мегафауна и втори тип мегафауна. Първият тип мегафауна обединява като цяло представителите на фауната, чието тегло надхвърля 45 kg. Този тип обхваща множество животински видове, за разлика от втория тип мегафауна, която обединява само най-големите животни, тежащи над 900 kg.

## Съвременна мегафауна
Днешните гиганти сред фауната принадлежат към съвременната мегафауна, която обединява всички едри животински видове, живели през кватернера, т.е. от преди 5 милиона години до днес. Така към съвременната мегафауна спадат и животните, изчезнали по време на последния ледников период. Причините за тяхното измиране са изцяло природни, поради промени в климата. Някои видове са изчезнали и през средновековния период и съвремието, но не поради климатични промени, както тези от преди 10 000 години, а поради избиването им от човека и унищожаването на горите.

## Мегафауна по континенти
Със знака † са обозначени изчезналите животински видове.

### Мегафауна наАфрика
- Африкански мравояд (на латински: Orycteropus afer)
- Кафърски бивол (на латински: Syncerus caffer)
- Африкански саванен слон (на латински: Loxodonta africana)
- †Африкански дейнотериум (на латински: Deinotherium bozasi)
- †Мастодонт на Борсън (на латински: Mammut borsoni)
- †Динофелис (на латински: Dinofelis barlowi)
- Африкански горски слон (на латински: Loxodonta cyclotis)
- Африкански ламантин (на латински: Trichechus senegalensis)
- †Древноафрикански слон (на латински: Loxodonta adaurora)
- Етиопско диво магаре (на латински: Equus africanus)
- †Атласки слон (на латински: Loxodonta africana pharaoensis)
- †Анцилотериум (на латински: Ancylotherium hennigi)
- †Арсиноитерий (на латински: Arsinoitherium zitteli)
- Черен носорог (на латински: Diceros bicornis)
- Черно гну (на латински: Connochaetes gnou)
- Обикновено гну (на латински: Connochaetes taurinus)
- Антилопа бонго (на латински: Tragelaphus eurycerus)
- Гепард (на латински: Acinonyx jubatus)
- Антилопа кана (на латински: Taurotragus oryx)
- Източноафрикански орикс (на латински: Oryx beisa)
- Източноконгоанска горила (на латински: Gorilla beringei)
- Етиопски вълк (на латински: Canis simensis)
- Гемсбок (на латински: Oryx gazella)
- Антилопа на Дерби (на латински: Taurotragus derbianus)
- †Гигантски слон (на латински: Elephas recki)
- Гигантска горска свиня (на латински: Hylochoerus meinertzhageni)
- †Пелоровис (на латински: Pelorovis antiquus)
- Жираф (на латински: Giraffa camelopardalis)
- Антилопа куду (на латински: Tragelaphus strepsiceros)
- Вилорога антилопа (на латински: Alcelaphus buselaphus)
- Хипопотам (на латински: Hippopotamus amphibius)
- Човек (на латински: Homo sapiens)
- Импала (на латински: Aepyceros melampus)
- Топи (на латински: Damaliscus lunatus)
- Адакс (на латински: Addax nasomaculatus)
- †Носорогова свиня (на латински: Kubanochoerus gigas)
- Леопард (на латински: Panthera pardus)
- Лъв (на латински: Panthera leo)
- Планинска ниала (на латински: Tragelaphus buxtoni)
- Нилски крокодил (на латински: Crocodylus niloticus)
- Ниала (на латински: Tragelaphus angasii)
- Окапи (на латински: Okapia johnstoni)
- Щраус (на латински: Struthio camelus)
- †Куага (на латински: Equus quagga quagga)
- Черна антилопа (на латински: Hippotragus niger)
- †Сиватериум (на латински: Sivatherium )
- Хиена (на латински: Crocuta crocuta)
- †Телеоцерас (на латински: Teleoceras hicksi)
- Брадавичеста свиня (на латински: Phacochoerus africanus)
- Водна антилопа (на латински: Kobus ellipsiprymnus)
- Бял носорог (на латински: Ceratotherium simum)
- Западноконгоанска горила (на латински: Gorilla gorilla)

### Мегафауна наЕвропаиАзия
- Аноа (на латински: Bubalus depressicornis)
- Гепард (на латински: Acinonyx jubatus venaticus)
- Индийски слон (на латински: Elephas maximus indicus)
- Суматренски слон (на латински: Elephas maximus sumatranus)
- Борнейски слон (на латински: Elephas maximus borneensis)
- Цейлонски слон (на латински: Elephas maximus maximus)
- Лъв (на латински: Panthera leo persica)
- Черна мечка (на латински: Ursus thibetanus)
- †Европейски тур (на латински: Bos primigenius)
- Двугърба камила (на латински: Camelus bactrianus)
- Бантенг (на латински: Bos javanicus)
- Кафява мечка (на латински: Ursus arctos)
- †Пещерна мечка (на латински: Ursus spelaeus)
- †Пещерна хиена (на латински: Crocuta crocuta spelaea)
- †Пещерен лъв (на латински: Panthera leo spelaea)
- Едногърба камила (на латински: Camelus dromedarius)
- †Европейски ягуар (на латински: Panthera gombaszoegensis)
- †Европейски хипопотам (на латински: Hippopotamus amphibius)
- Гаур (на латински: Bos gaurus)
- Гавиал (на латински: Gavialis gangeticus)
- Гигантска панда (на латински: Ailuropoda melanoleuca)
- †Евразийски носорог (на латински: Elasmotherium sibiricum)
- †Гигантопитек (на латински: Gigantopithecus blacki)
- Кон (на латински: Equus caballus)
- Домашно говедо (на латински: Bos taurus)
- Индийски носорог (на латински: Rhinoceros unicornis)
- †Гигантски ирландски лос (на латински: Megaloceros giganteus)
- Явански носорог (на латински: Rhinoceros sondaicus)
- Кианг (на латински: Equus kiang)
- Бирмански тур (на латински: Bos sauveli)
- †Либралцес (на латински: Libralces gallicus)
- †Степен мамут (на латински: Mammuthus trongotherii)
- †Южен мамут (на латински: Mammuthus meridionalis)
- Лос (на латински: Alces alces)
- Антилопа нилгау (на латински: Boselaphus tragocamelus)
- Онагер (на латински: Equus hemionus)
- Китайски елен (на латински: Elaphurus davidianus)
- Европейска дива свиня (на латински: Sus scrofa)
- Див кон на Пржевалски (Тахи) (на латински: Equus ferus przewalskii)
- Благороден елен (на латински: Cervus elaphus)
- Соленоводен крокодил (на латински: Crocodylus porosus)
- Комодски варан (на латински: Varanus komodoensis)
- Малайски мрежест питон (на латински: Python reticulatus)
- Замбар (на латински: Cervus unicolor)
- Снежен леопард (барс) (на латински: Panthera uncia)
- Бърнеста мечка (на латински: Melursus ursinus)
- †Стегодон (на латински: Stegodon)
- †Сибирски бизон (на латински: Bison priscus)
- Суматренски носорог (на латински: Dicerorhinus sumatrensis)
- †Сирийска камила (на латински: Camelus moreli)
- Такин (на латински: Budorcas taxicolor)
- Миндорски бивол (на латински: Bubalus mindorensis)
- Малайски тапир (на латински: Tapirus indicus)
- Бенгалски тигър (на латински: Panthera tigris tigris)
- Сибирски тигър (на латински: Panthera tigris altaica)
- Воден бивол (на латински: Bubalus bubalis)
- Памирски елен (на латински: Cervus albirostris)
- Зубър (на латински: Bison bonasus)
- †Вълнест носорог (на латински: Coelodonta antiquitatis)
- Як (на латински: Bos grunniens)

### Мегафауна наСеверна Америка
- Американски алигатор (на латински: Alligator mississippiensis)
- Бизон (на латински: Bison bison)
- Американска черна мечка (на латински: Ursus americanus)
- †Американски гепард (на латински: Miracinonyx trumani)
- †Американска зебра (на латински: Equus Simplicidens)
- †Американски кон (на латински: Equus scotti)
- †Американски лъв (на латински: Panthera leo atrox)
- †Американски мастодонт (на латински: Mammut americanum)
- †Северноамерикански саблезъб тигър (на латински: Homotherium serum)
- Дебелорог овен (на латински: Ovis canadensis)
- †Калифорнийски тапир (на латински: Tapirus californicus)
- †Западна камила (на латински: Camelops hesternus)
- Карибу (на латински: Rangifer tarandus)
- †Канадски мамут (на латински: Mammuthus columbi)
- Пума (на латински: Puma concolor)
- Койот (на латински: Canis latrans)
- Овен на Дал (на латински: Ovis dalli)
- †Мечи вълк (на латински: Canis dirus)
- Уапити (на латински: Cervus canadensis)
- †Кастороида (на латински: Castoroides ohioensis)
- †Мегатериум (на латински: Megatherium americanum)
- †Глиптодон (на латински: Glyptotherium texanum)
- Вълк (на латински: Canis lupus)
- Гризли (на латински: Ursus arctos horribilis)
- †Северноамерикански ягуар (на латински: Panthera onca augusta)
- †Императорски мамут (на латински: Mammuthus imperator)
- †Мамут на Джеферсън (на латински: Mammuthus jeffersonii)
- †Дългорог бизон (на латински: Bison latifrons)
- Гигантски лос (на латински: Alces alces gigas)
- Снежен козел (на латински: Oreamnos americanus)
- Черноух елен (на латински: Odocoileus hemionus)
- Мускусен бик (на латински: Ovibos moschatus)
- Бяла мечка (на латински: Ursus maritimus)
- Вилорога антилопа (на латински: Antilocapra americana)
- †Мамут-джудже (на латински: Mammuthus exilis)
- †Саблезъб тигър (на латински: Smilodon)
- Сайга (на латински: Saiga tatarica)
- †Гигантска мечка арктодус (на латински: Arctodus simus)
- †Гигантски канадски лос (на латински: Cervacles scotti)
- Вирджински елен (на латински: Odocoileus virginianus)
- †Вълнест мамут (на латински: Mammuthus primigenius)
- †Аляско диво магаре (на латински: Equus asinus lambei)

### Мегафауна наЦентралнаиЮжна Америка
- Амазонски ламантин (на латински: Trichechus inunguis)
- †Американски мастодонт (на латински: Mammut americanum)
- Централноамерикански тапир (на латински: Tapirus bairdii)
- Черен кайман (на латински: Melanosuchus niger)
- Американски остромуцунест крокодил (на латински: Crocodylus acutus)
- Бразилски тапир (на латински: Tapirus terrestris)
- Капибара (на латински: Hydrochoerus hydrochaeris)
- Карибски ламантин (на латински: Trichechus manatus)
- Пума (на латински: Puma concolor)
- †Южноамерикански слон (на латински: Cuvieronius hyodon)
- †Гигантски броненосец (на латински: Doedicurus clavicaudatus)
- Гигантски мравояд (на латински: Myrmecophaga tridactyla)
- †Мегатериум (на латински: Megatherium americanum)
- Анаконда (на латински: Eunectes murinus)
- Императорска боа (на латински: Boa constrictor imperator)
- Гвианска боа (на латински: Boa constrictor sabogae)
- Ягуар (на латински: Panthera onca)
- Лама (на латински: Lama glama)
- †Макрохения (на латински: Macrauchenia patachonica)
- Планински тапир (на латински: Tapirus pinchaque)
- Амазонски крокодил (на латински: Crocodylus intermedius)
- Пираруко (на латински: Arapaima gigas)
- †Саблезъб тигър (на латински: Smilodon)
- Очилата мечка (на латински: Tremarctos ornatus)
- †Глиптодон (на латински: Glyptodon asper)
- †Фуроратос (на латински: Phorusrhacidae)
- †Токсодон (на латински: Toxodon platensis)

### Мегафауна наАвстралияиОкеания
- Австралийски казуар (на латински: Casuarius casuarius)
- †Дипротодони (на латински: Diprotodon)
- Голямо ему (на латински: Dromaius novaehollandiae)
- †Гениорнис (на латински: Genyorns newtoni)
- †Гигантска коала (на латински: Phascolarctos stroni)
- †Мегалания (на латински: Megalania prisca)
- †Двуутробен лъв (на латински: Thylacoleo carnifex)
- †Прокоптодони (на латински: Procoptodon)
- †Гигантско валаби (на латински: Protemnodon otibandus)
- Червено кенгуру (на латински: Marcopus rufus)
- Соленоводен крокодил (на латински: Crocodylus porosus)
- †Двуутробен вълк (на латински: Thylacinus cynocephalus)
- †Вонамби (на латински: Wonambi)
- Източно сиво кенгуру (на латински: Macropus giganteus)